# LOINC
LOINC is een medische standaard voor het documenteren en coderen van aanvragen en uitslagen van medische laboratoriumbepalingen. Het Regenstrief Instituut beheert LOINC. Het Regenstrief Instituut is een non-profitorganisatie verbonden aan de Indiana University School of Medicine. LOINC is in 1994 ontwikkeld om aan de toenemende vraag naar automatisering te voldoen om gecodeerd laboratoriumaanvragen en uitslagen te verwerken. Hoewel elk laboratorium wel een codesysteem hanteert, is het bij elektronische uitwisseling van gegevens tussen meerdere partijen essentieel dat metingen en resultaten eenduidig kunnen worden geïdentificeerd. LOINC staat voor Logical Observation, Identifiers, Names and Codes. Veel laboratoria gebruiken dit codestelsel. Oorspronkelijk stond de L voor Laboratory.

## Reikwijdte
Tot de scope van LOINC behoren laboratoriumobservaties en overige klinische observaties. Het laboratoriumdeel van LOINC bestaat uit de volgende domeinen: chemie, hematologie, serologie, microbiologie, toxicologie, parasitologie en virologie. Het klinische deel van LOINC bevat vitale functies, hemodynamische meetwaarden en meetwaarden gebaseerd op onder andere elektrocardiogrammen, obstetrie, digitale beelden, gastro-endoscopische verrichtingen en observatie- en beoordelingsinstrumenten, bijvoorbeeld de Glasgow-comaschaal.

## Opbouw van concepten
Een LOINC-code verwijst naar een concept met zes velden die een meting of waarneming definiëren. Deze velden zijn:
| Veld      | Betekenis                                                                     |
| --------- | ----------------------------------------------------------------------------- |
| Component | Wat onderzocht is, bijvoorbeeld HB kweek.                                     |
| Property  | Welke eigenschap gemeten wordt, bijvoorbeeld concentratie of enzymactiviteit. |
| Timing    | Tijdsaspecten van de waarneming, bijvoorbeeld één tijdstip of een tijdspanne. |
| System    | Waar wordt de waarneming aangetroffen: type specimen, bijvoorbeeld bloed.     |
| Scale     | Type uitslag: kwantitatief, ordinaal, nominaal of vrije tekst.                |
| Method    | De gebruikte methode, bv. kweek of latexagglutinatie.                         |

Naast de zes hoofdvelden, beschrijft LOINC nog 41 velden die de meting verder verduidelijken. Veel daarvan worden niet of nauwelijks gebruikt. Een van die 41 velden is ‘exUnits’: example unit, voorbeeld van de eenheid (UCUM-eenheid) waarin een kwantitatieve uitslag wordt gegeven, bijvoorbeeld mmol/l. Hoewel het een voorbeeldeenheid is, wordt het vaak als voorgeschreven eenheid gebruikt. Het is dan ook aan te bevelen geen andere eenheid bij zo’n code te gebruiken. De cijfercode van een LOINC-code is op zich betekenisloos. Wel heeft de code een vast formaat, wat LOINC-codes makkelijk herkenbaar maakt.

## Relaties met andere standaarden
LOINC heeft koppelingen met andere standaarden. De belangrijkste koppeling op dit moment is de koppeling met SNOMED CT. De Nederlandse laboratoria  ontwikkelen de Nederlandse Labcodeset die de Nederlandse standaard vormt voor de aanvragen en de uitslagen. Deze Labcodeset is toepasbaar voor de klinische chemie en medische microbiologie. De Labcodeset bestaat uit een lijst van LOINC-concepten die zijn verrijkt met Nederlandse vertalingen, SNOMED CT-gecodeerde monsters waarin de bepaling kan worden uitgevoerd, voor kwantitatieve bepalingen een UCUM-eenheid waarin het resultaat binnen Nederland uitgewisseld dient te worden, en voor kwalitatieve bepalingen SNOMED CT-gecodeerde lijsten met mogelijke uitslagen.